# Phidippus regius

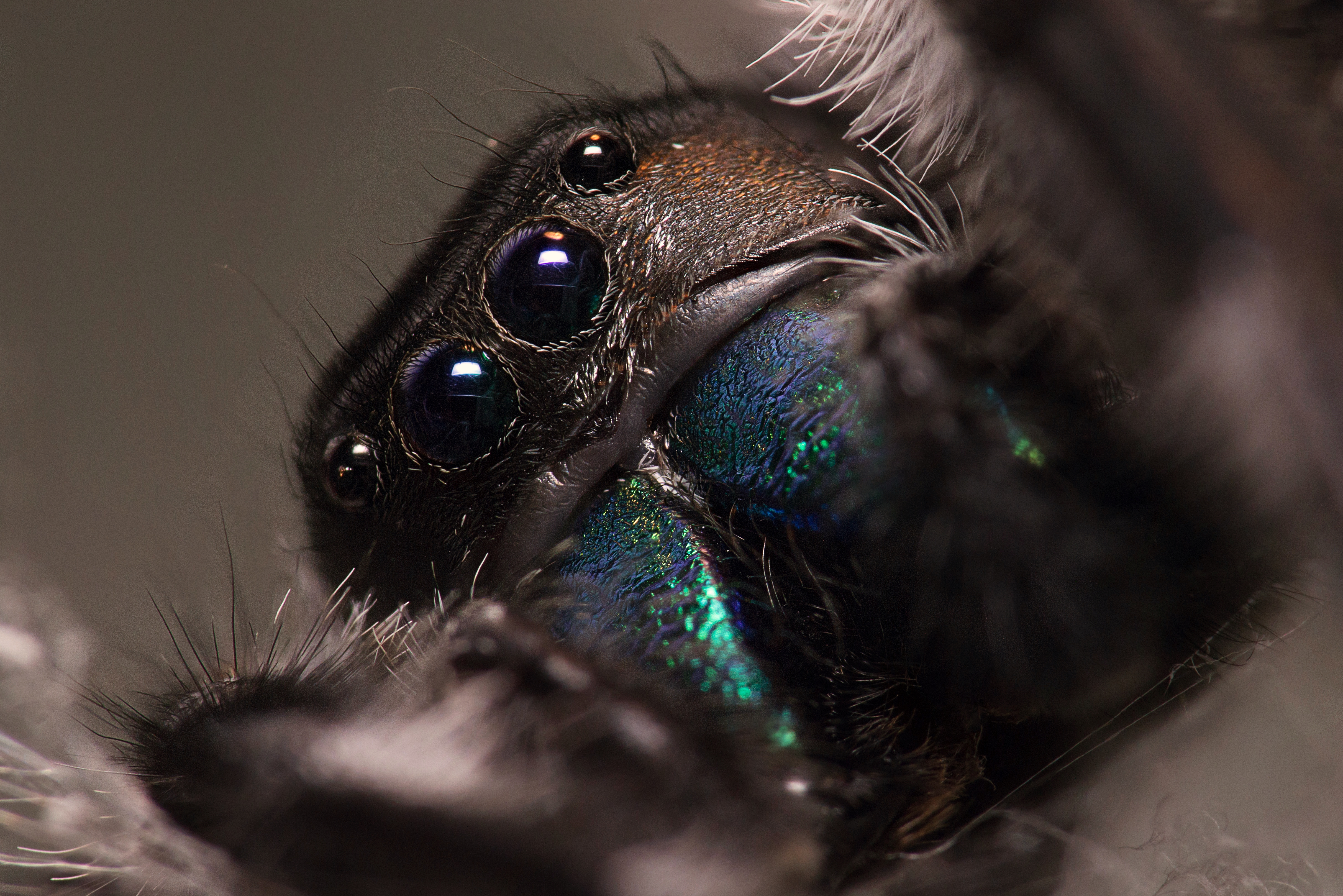
Phidippus regius, Männchen mit den typischen blau-grün schimmernden Cheliceren.

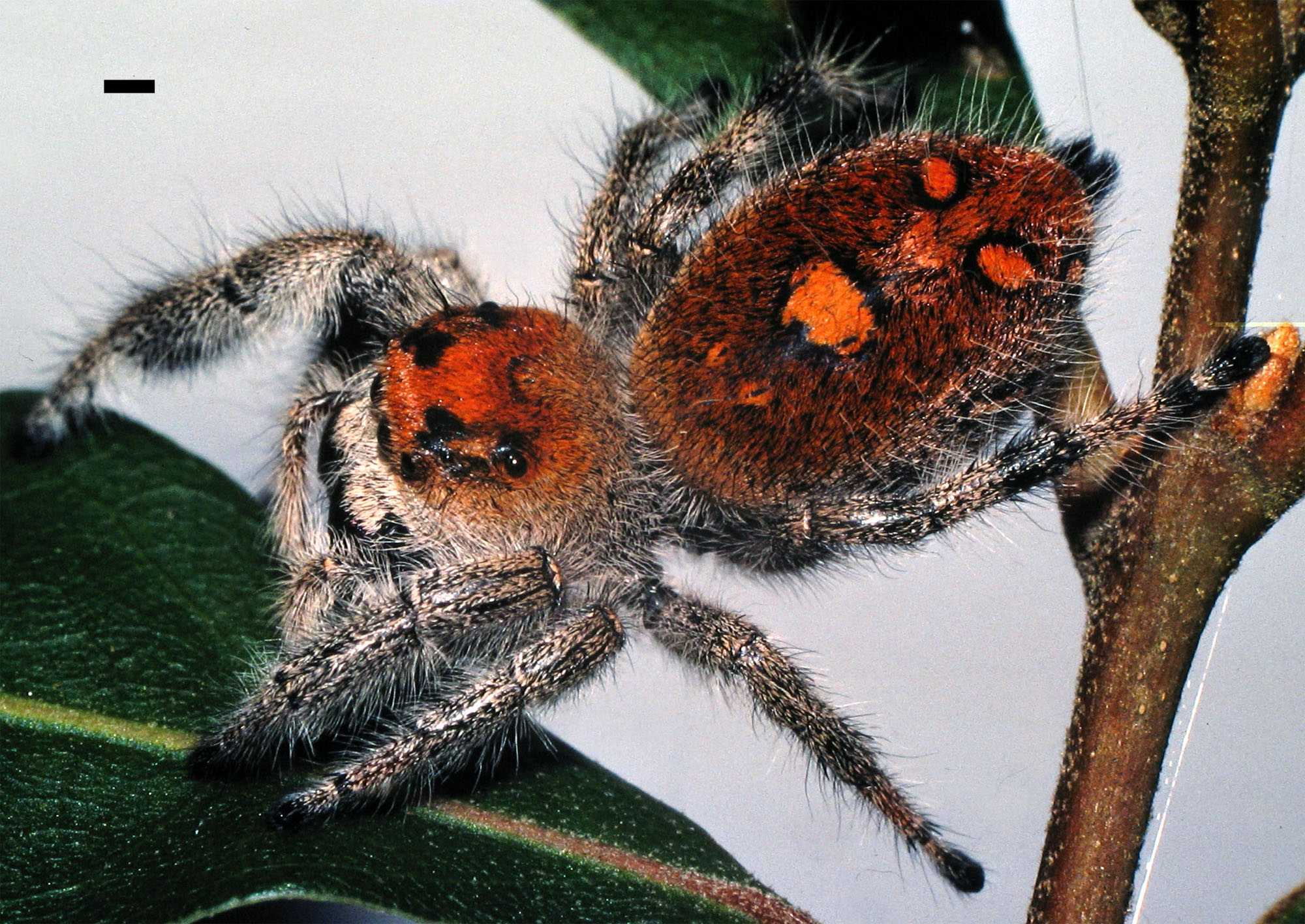
Weibchen

Phidippus regius (englischer Trivialname: regal jumping spider) ist eine der größten Arten aus der Familie der Springspinnen (Salticidae). Sie kommt in den östlichen Bundesstaaten der USA, vor allem in Florida, den Westindischen Inseln und eingeschleppt auch auf der Osterinsel, vor. Der Holotyp wurde auf Kuba gesammelt. Die Tiere kommen in unterschiedlichen Farbvarianten vor. Die Spinnen werden auch in Terrarien gehalten.

## Habitat
Sie bewohnt Wiesen und offenes Waldgebiet. In den dichten Wäldern ist sie dagegen nicht zu finden. Jüngere Exemplare werden in Gebieten mit Sträuchern gefunden, wo sie ihre Nester auf der Strauchspitze oder in eingerollten Blättern anlegen. Die älteren Tiere bevorzugen eher palmenartige Gewächse, Büsche oder Bäume in halbtrockenen Gebieten. Die Nester werden dort häufig in den Adern der Palmwedel oder unterhalb der Baumrinde gebaut. Ebenso finden sich Nester in Rissen oder Löchern von alten Häusern. Gerne halten sie sich tagsüber an sonnenexponierten Stellen auf, so werden ältere Tiere auch häufig an glatten Ebenen, wie beispielsweise Hauswänden gefunden.

## Merkmale

### Größe
Die Weibchen haben eine Körperlänge von durchschnittlich 15 mm (7 bis 22 mm). Die Männchen sind ein wenig kleiner mit einer Körperlänge von durchschnittlich 12 mm (6 bis 18 mm). Bei den Männchen tritt ein Fall von Allometrie auf: Das erste Beinpaar von großen Männchen ist proportional zur Körpergröße um einiges länger, als bei kleinen Männchen.

### Färbung und Zeichnung
Die Weibchen sind unterschiedlich gefärbt. Es kommt eine bleirote, grau-schwarze bis beige-schwarze Farbvariante mit diversen Mischformen vor. Die farbenprächtigeren Varianten treten vor allem in den unteren zwei Dritteln von Florida und auf den Großen Antillen auf. Diese unterschiedlichen Färbungen können auch von ein und demselben Kokon stammen.
Gemeinsamkeiten zwischen den Farbvarianten der Weibchen bestehen in der Zeichnung des Hinterleibs. Auf dem Opisthosoma ist ein Fleck, der an ein ausgebeultes Dreieck erinnert. Zwischen diesem und den Spinnwarzen findet sich beidseitig ein ovaler Fleck. Diese Flecke sind je nach Farbvarianten weiß, gelblich bis bleirot gefärbt und bei der bleiroten Farbvariante dunkel umrandet. Ebenso ist bei allen Tieren ein hellerer basaler Streifen auf dem Abdomen vorhanden. Er ist je nach Variante weiß, gelblich bis bleirot. Das Opisthosoma hat sonst entweder eine schwarze, beige oder bleirote Grundfarbe. Bei den bleiroten Farbvarianten kann die Farbe der Behaarung auf dem Abdomen eine bleirote-schwarze Mischung sein, die von fleckig bis zu dicht schwarzrot reicht. Das Opisthosoma besitzt mehrere längere schwarze und weiße, abstehende Haare. Die Unterseite des Opisthosomas ist schwarz. Der Carapax ist entweder schwarz oder bleirot mit schwarzen Flecken und einer schwarzen Partie bei den Scheitelaugen. Das Gesichtsfeld ist je nach Variante schwarz, weiß, gelblich bis bleirot behaart. Die Beißklauen sind violett oder grün irisierend. Die Beine haben eine schwarzbraune Grundfärbung mit einer weißen bis gelblichen Behaarung, die an den Segmentbasen stärker ausgeprägt ist.
Carl Ludwig Koch beschrieb den Holotyp als ein bleirotes-schwarzes Weibchen mit einem schwarzen Carpax, gelblichem Gesichtsfeld und einem schwarzen Opisthosoma mit bleiroten Flecken und Beißklauen mit einer grünen Basis und einen Übergang ins Violette und Rötliche.
Das Männchen ist dagegen immer schwarz-weiß gefärbt und besitzt im Gegensatz zu den grünvioletten Beißklauen des Weibchens kräftige grünblaue irisierende Chelizeren. Dieser Unterschied ist schon bei Jungtieren ausgebildet und ermöglicht so früh eine Erkennung des Geschlechts. Auf dem Abdomen findet sich ein weißes basales Band und drei weiße Flecken. Das erste Beinpaar ist abwechselnd weiß und schwarz gefärbt. Der Carapax kann ebenfalls weiße Partien beinhalten.
Die Art gleicht Phidippus otiosus und Phidippus audax. Phidippus otiosus hat aber hinten keine ovalen, sondern viereckige Flecken. Phidippus audax besitzt zusätzlich noch vier Paare relativ große, dunkle Flecken, die hintereinander auf der Oberseite des Opisthosomas liegen.

### Gift
Die Öffnungen der Giftdrüsen befinden sich auf der Rückseite der Klauen und sind etwa 0,1 mm von der Spitze entfernt. Durch sie kann die Spinne ein sehr potentes Gift in die Beutetiere injizieren. So ist sie in der Lage auch größere Tiere zu erbeuten, wie beispielsweise Falter und Heuschrecken. Menschen werden äußerst selten gebissen, da die Spinne nicht aggressiv ist und sich bei Störungen zurückzieht.

## Verhalten
Die Spinnen sind tagaktiv und jagen bei gutem Licht ihre Beute. Junge Tiere erbeuten vorzugsweise Fliegen; ältere Exemplare dagegen Springschrecken, Schnabelkerfen, Raupen und Schmetterlinge. Nachts ziehen sich die Spinnen in ihre Nester zurück. Diese sind ellipsenförmig gesponnene Strukturen. Auf beiden Seiten sind Öffnungen vorhanden. Diese Nester werden ebenso für die Häutung und den Kokonbau aufgesucht. Die Männchen sind häufig bei Weibchen aufzufinden. So leben häufig ausgewachsene Männchen mit jungen Weibchen zusammen. Sobald die Weibchen geschlechtsreif sind, paaren sie sich.
Die Weibchen bauen bis zu viermal in ihrem Leben einen Kokon. Die Anzahl der Eier nimmt von Mal zu Mal ab. Der erste Kokon beinhaltet durchschnittlich 183 Eier. Durchschnittlich legt ein Weibchen mit vier Kokons insgesamt 402 Eier in ihrem Leben.  Einige Weibchen legen deutlich mehr Eier, so wurden für ein großes Weibchen 570 Eier in einen einzelnen Kokon berichtet. Wird ein Weibchen nicht befruchtet, baut es einen Scheinkokon.

## Terraristik
Die Tiere werden auch im Terrarium gepflegt und es sind auch schon erfolgreiche Nachzuchten bekannt. Das Terrarium sollte mindestens die Abmessungen 15 × 15 × 15 cm (L × B × H) haben. Außerdem sollte es viele Kletter- und Versteckmöglichkeiten aufweisen, die mit Ästen und Pflanzen erzeugt werden. Die optimale Temperatur liegt zwischen 25 und 30 °C. Da es sich bei Springspinnen um tagaktive Lauerjäger handelt, sollte das Terrarium beleuchtet werden oder zumindest hell stehen; aber ohne direkte Sonneneinstrahlung. Futtertiere sollten, falls sie nicht gefressen werden, aus dem Terrarium entfernt werden, da diese nachts sonst gefährlich für die Spinnen werden können. Die Einzelhaltung wird empfohlen, da auch Fälle von Kannibalismus bekannt sind. Falls noch andere Tiere in der Nähe stehen, sollte ein Sichtschutz eingerichtet werden, um den Stress durch die Bewegungen für die Spinnen zu reduzieren.